# Oleg
Mansnamnet Oleg är ett östslaviskt namn, som skrivs Олег på ryska och ukrainska (uttalas Oleh) samt på belarusiska Алег (Aleh). Det är förutom i Ryssland också vanligt i Ukraina och andra tidigare sovjetiska länder. Namnet är dock väldigt ovanligt i Sverige.
Namnet Oleg härstammar från det nordiska mansnamnet Helge. Det betyder antagligen helig, lyckosam. En feminin variant av namnet är Olga. Antalet bärare av namnet Oleg var år 2023 i Sverige 378 stycken.

## Personer med namnet Oleg (urval)
- Oleg av Novgorod – rutensk regent över Kievriket
- Oleg Belov – rysk ishockeyspelare
- Oleh Blochin – ukrainsk fotbollstränare
- Oleg Jankovskij – rysk skådespelare
- Oleg Lundstrem – rysk jazzkompositör
- Oleg Nejlik – rysk-svensk musiker
- Oleg Salenko – rysk fotbollsspelare
- Olegs Tillbergs – lettisk installationskonstnär
- Aleh Dubitski – belarusisk släggkastare